# گروه سیمیک
گروه سیمیک (انگلیسی: CIMIC Group) شرکت ساخت‌وساز استرالیایی است، که در سال ۱۹۴۹ توسط استنلی لیتون تأسیس شد.